# Жан II ле Менгр
Жан II ле Менгр (фр. Jean II Le Meingre), также известный по прозвищу Бусико (фр. Boucicaut; 28 августа 1366 — 21 июня 1421) — французский военный деятель времен Столетней войны, маршал, путешественник.

## Биография
Происходил из влиятельного шампанского рода. Сын Жана I ле Менгра, маршала Франции, по прозвищу Бусико. В 1372 году представлял отца во время поездки в Авиньон, резиденцию папы Римского. Потом вместе с наставником путешествовал до Арля и Алискампа (там находились памятники времен Римской империи).
После возврата становится пажом при дворе короля Карла V. Тогда же принял участие в кампании Людовика II, герцога де Бурбона, в Нормандии. С началом войны с Англией в 1380 году участвует в осаде крепостей Монгвион и Либурн. В 1382 году отличился в битве при Розебеке. За это Людовик II де Бурбон посвятил Бусико в рыцари.
В 1382—1384 годах воевал в составе войск Тевтонского ордена против Литвы. В 1385 году отличился в военной кампании в Галисии, где воевал против англичан во главе с Джоном Гонтом. В 1388 году возглавляет войска на юге Нормандии. Здесь захватил важную крепость Бретейль. После перемирия в 1389 году принимал участие в большом рыцарском турнире в Сент-Энглевер (Нормандия), где победил всех своих противников. В том же году принял участие в крестовом походе в Тунис, где оказался в плену, потом его перевезли в Каир.

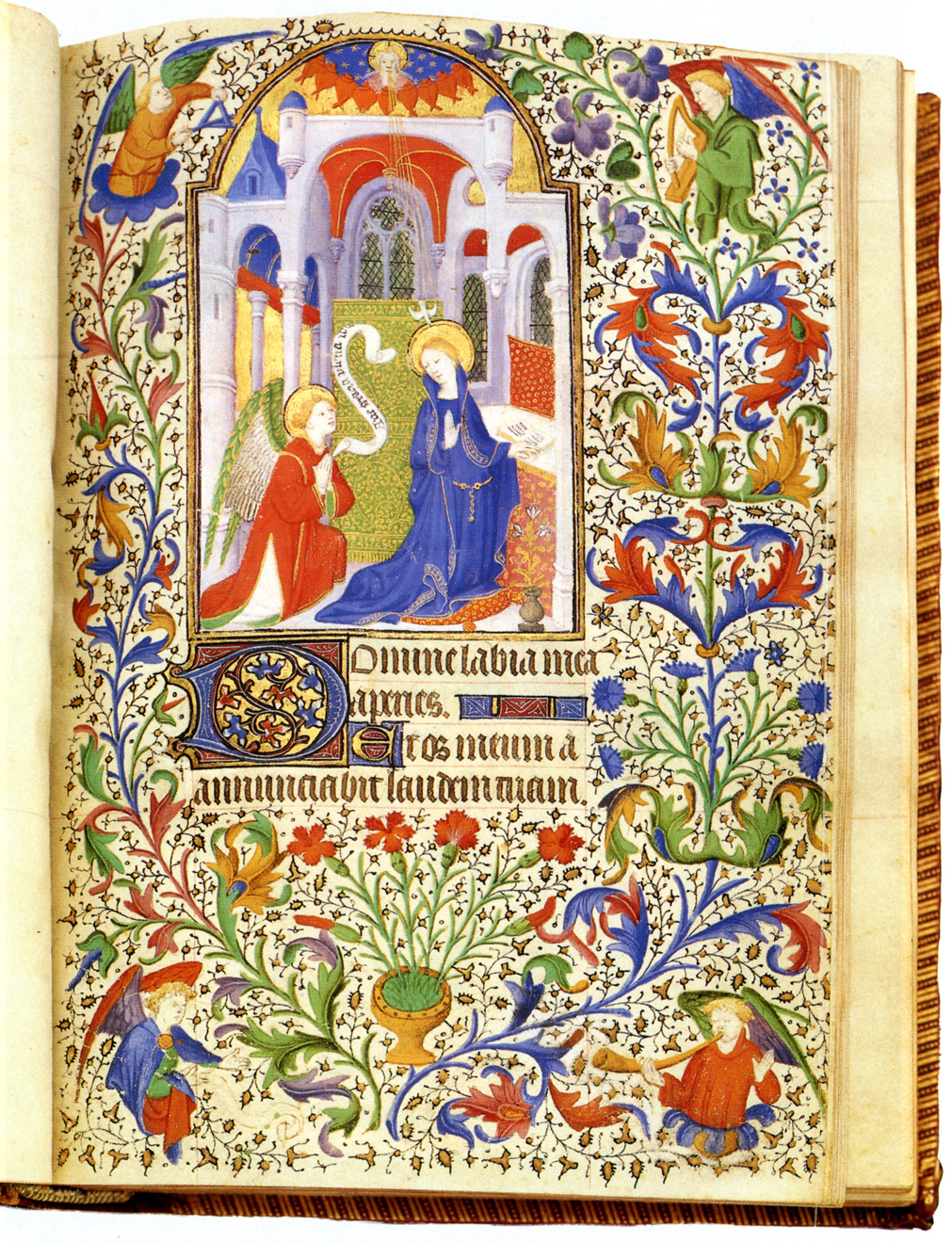
Часослов маршала Бусико

В 1390 году Бусико вернулся во Францию. Здесь его назначили камергером короля. В 1391 году снова едет в Пруссию, где воюет против польского короля Ягайло. 23 декабря того же года король Карл VI предоставил Бусико звание маршала Франции. По приказу короля он разрушил крепость д’Аршимбо в Перигё. Тогда вмешался в ссору между обладателями Перигё, Провансом и папой Римским. В конце концов благодаря браку Бусико с представительницей семьи Тюрень удалось уладить конфликт.
В 1396 году откликнулся на призыв императора Священной Римской империи Сигизмунда Люксембургского относительно похода против Османской империи. Вместе с другими крестоносцами потерпел поражение при Никополе, попал в плен, но вскоре получил свободу за выкуп.
В 1399 году возглавил войско, выступившее на помощь византийскому императору Мануилу II Палеологу против осаждавших Константинополь турок. После возвращения помогал генуэзскому дожу Антониотто Адорно в борьбе против герцога Миланского Джана Галеаццо Висконти. В 1401 году становится наместником городов Савона и Генуя. В следующем году двинулся на Кипр, где помогал генуэзцам бороться против венецианцев. Здесь захватил город Фамагуста, но в 1403 году потерпел поражение на море. Во время отсутствия Бусико французы были изгнаны из Генуи.
В 1409 году возвращается во Францию. В 1413 году наследует после смерти тестя виконтство Тюренн. С началом войны с Англией возвращается в Париж. В 1415 году возглавил авангард французской армии. Вопреки его советам, Карл д’Альбре начал битву при Азенкуре, в которой Франция потерпела поражение, а Бусико попал в плен. Бусико умер 21 июня 1421 года в Англии.